# Aplogruppo I-M253
Aplogruppo  I-M253, noto anche come I1, è un aplogruppo del cromosoma Y. I marcatori genetici confermati come identificativi I-M253 sono i SNP M253, M307.2 / P203.2, M450 / S109, P30, P40, L64, L75, L80, L81, L118, L121 / S62, L123, L124 / S64, L125 / S65, L157.1, L186 e L187. È un ramo primario dell'aplogruppo I-M170 (I *).
L'aplogruppo raggiunge le sue frequenze più alte in Svezia (52 % dei maschi nella contea di Västra Götaland) e nella Finlandia occidentale (più del 50 % nella provincia di Satakunta). In termini di medie nazionali, I-M253 si trova in 35-38 % degli uomini svedesi, 32,8% dei maschi danesi, circa di 31,5% dei maschi norvegesi, e circa di 28% maschi finlandesi.
l'aplogruppo I-M253 è un ramo primario dell'aplogruppo I * (I-M170), presente in Europa fin dai tempi antichi. L'altro ramo primario di I * è I-M438, noto anche come I2.
Prima di una riclassificazione nel 2008, il gruppo era conosciuto come I1a, un nome che da allora è stato riassegnato ad un ramo primario, aplogruppo I-DF29. Gli altri rami primari di I1 (M253) sono I1b (S249 / Z131) e I1c (Y18119 / Z17925).

## Origini
Secondo uno studio pubblicato nel 2010, I-M253 è nato tra 3.170 e 5.000 anni fa, nell'Europa Calcolitica. Un nuovo studio nel 2015 ha stimato l'origine fra 3 470 e 5 070 anni fa o fra 3 180 e 3 760 anni fa, utilizzando due tecniche diverse tecniche. Si ha suggerito di essere stato disperso inizialmente dall'area che è ora la Danimarca.
Uno studio 2014 in Ungheria scoprì resti di nove individui della Cultura della ceramica lineare, di cui uno fu trovato portando il M253 SNP che definisce l'aplogruppo I1. Si ritiene che questa cultura sia stata presente tra 6.500 e 7.500 anni fa.

## Struttura
I-M253 (M253, M307.2/P203.2, M450/S109, P30, P40, L64, L75, L80, L81, L118, L121/S62, L123, L124/S64, L125/S65, L157.1, L186, and L187) or I1 
- I-DF29 (DF29/S438); I1a
  - I-CTS6364 (CTS6364/Z2336); I1a1
    - I-M227; I1a1a
    - I-L22 (L22/S142); I1a1b
      - I-P109; I1a1b1
      - I-L205 (L205.1/L939.1/S239.1); I1a1b2
      - I-Z74; I1a1b3
      - I-L300 (L300/S241); I1a1b4
        - I-L287
          - I-L258 (L258/S335)

        - I-L813

  - I-Z58 (S244/Z58); I1a2
    - I-Z59 (S246/Z59); I1a2a
      - I-Z60 (S337/Z60, S439/Z61, Z62); I1a2a1
        - I-Z140 (Z140, Z141)
          - I-L338
          - I-F2642 (F2642)

        - I-Z73
          - I-L1302

        - I-L573
        - I-L803

      - I-Z382; I1a2a2

    - I-Z138 (S296/Z138, Z139); I1a2b
      - I-Z2541

  - I-Z63 (S243/Z63); I1a3
    - I-BY151; I1a3a
      - I-L849.2; I1a3a1
      - I-BY351; I1a3a2
        -           - I-CTS10345
            - I-Y10994

          - I-Y7075

      - I-S2078
        - I-S2077
          - I-Y2245 (Y2245/PR683)
            - I-L1237
              - I-FGC9550

            - I-S10360
              - I-S15301

            - I-Y7234

      - I-BY62 (BY62); I1a3a3
- I-Z131 (Z131/S249); I1b
  - I-CTS6397; I1b1
- I-Z17943 (Y18119/Z17925, S2304/Z17937); I1c

## Distribuzione geografica
I-M253 si trova alla sua massima densità nell'Europa settentrionale e in altri paesi che hanno vissuto una vasta migrazione dall'Europa settentrionale, sia nel Periodo di Migrazione che nel periodo vichingo o nei tempi moderni. Si trova in tutti i luoghi invasi dagli antichi Popoli Germanici e dai Vichinghi.
Durante l'epoca moderna, le popolazioni I-M253 si sono anche radicate nelle nazioni d'immigrati ed ex-colonie europee come gli Stati Uniti, l'Australia e il Canada.
| Population                      | Sample size | I (total)                | I1 (I-M253)             | I1a1a (I-M227) | Source                 |
| ------------------------------- | ----------- | ------------------------ | ----------------------- | -------------- | ---------------------- |
| Austria                         | 43          | 9.3                      | 2.3                     | 0.0            | Underhill et al. 2007  |
| Bielorussia: Vitebsk            | 100         | 15                       | 1.0                     | 0.0            | Underhill et al. 2007  |
| Bielorussia: Brest              | 97          | 20.6                     | 1.0                     | 0.0            | Underhill et al. 2007  |
| Bosnia                          | 100         | 42                       | 2.0                     | 0.0            | Rootsi et al. 2004     |
| Bulgaria                        | 808         | 26.6                     | 4.3                     | 0.0            | Karachanak et al. 2013 |
| Repubblica Ceca                 | 47          | 31.9                     | 8.5                     | 0.0            | Underhill et al. 2007  |
| Repubblica Ceca                 | 53          | 17.0                     | 1.9                     | 0.0            | Rootsi et al. 2004     |
| Danimarca                       | 122         | 39.3                     | 32.8                    | 0.0            | Underhill et al. 2007  |
| Inghilterra                     | 104         | 19.2                     | 15.4                    | 0.0            | Underhill et al. 2007  |
| Estonia                         | 210         | 18.6                     | 14.8                    | 0.5            | Rootsi et al. 2004     |
| Estonia                         | 118         | 11.9                     | Lappalainen et al. 2008 |                |                        |
| Finlandia (nazionale)           | 28.0        | Lappalainen et al. 2006  |                         |                |                        |
| Finlandia: ovest                | 230         | 40                       | Lappalainen et al. 2008 |                |                        |
| Finlandia: est                  | 306         | 19                       | Lappalainen et al. 2008 |                |                        |
| Finlandia: regione di Satakunta | 50+         | Lappalainen et al. 20089 |                         |                |                        |
| Francia                         | 58          | 17.2                     | 8.6                     | 1.7            | Underhill et al. 2007  |
| Francia                         | 12          | 16.7                     | 16.7                    | 0.0            | Cann et al. 2002       |
| Francia (Bassa- Normandia)      | 42          | 21.4                     | 11.9                    | 0.0            | Rootsi et al. 2004     |
| Germania                        | 125         | 24                       | 15.2                    | 0.0            | Underhill et al. 2007  |
| Grecia                          | 171         | 15.8                     | 2.3                     | 0.0            | Underhill et al. 2007  |
| Ungheria                        | 113         | 25.7                     | 13.3                    | 0.0            | Rootsi et al. 2004     |
| Irlanda                         | 100         | 11                       | 6.0                     | 0.0            | Underhill et al. 2007  |
| Tartari di Kazan                | 53          | 13.2                     | 11.3                    | 0.0            | Trofimova 2015         |
| Lettonia                        | 113         | 3.5                      | Lappalainen et al. 2008 |                |                        |
| Lituania                        | 164         | 4.9                      | Lappalainen et al. 2008 |                |                        |
| Olanda                          | 93          | 20.4                     | 14                      | 0.0            | Underhill et al. 2007  |
| Norvegia                        | 2826        | 31.5                     | Eupedia 2017            |                |                        |
| Russia (nazionale)              | 16          | 25                       | 12.5                    | 0.0            | Cann et al. 2002       |
| Russia: Pskov                   | 130         | 16.9                     | 5.4                     | 0.0            | Underhill et al. 2007  |
| Russia: Kostroma                | 53          | 26.4                     | 11.3                    | 0.0            | Underhill et al. 2007  |
| Russia: Smolensk                | 103         | 12.6                     | 1.9                     | 0.0            | Underhill et al. 2007  |
| Russia: Voronez                 | 96          | 19.8                     | 3.1                     | 0.0            | Underhill et al. 2007  |
| Russia: Arkhangelsk             | 145         | 15.8                     | 7.6                     | 0.0            | Underhill et al. 2007  |
| Russia: Cosacchi                | 89          | 24.7                     | 4.5                     | 0.0            | Underhill et al. 2007  |
| Russia: Careliani               | 140         | 10                       | 8.6                     | 0.0            | Underhill et al. 2007  |
| Russia: Careliani               | 132         | 15.2                     | Lappalainen et al. 2008 |                |                        |
| Russia: Vepsa                   | 39          | 5.1                      | 2.6                     | 0.0            | Underhill et al. 2007  |
| Slovacchia                      | 70          | 14.3                     | 4.3                     | 0.0            | Rootsi et al. 2004     |
| Slovenia                        | 95          | 26.3                     | 7.4                     | 0.0            | Underhill et al. 2007  |
| Svezia (nazionale)              | 160         | 35.6                     | Lappalainen et al. 2008 |                |                        |
| Svezia (nazionale)              | 38.0        | Lappalainen et al. 2009  |                         |                |                        |
| Svezia: Västra Götaland         | 52          | Lappalainen et al. 2009  |                         |                |                        |
| Svizzera                        | 144         | 7.6                      | 5.6                     | 0.0            | Rootsi et al. 2004     |
| Turchia                         | 523         | 5.4                      | 1.1                     | 0.0            | Underhill et al. 2007  |
| Ucraina: Lvov                   | 101         | 23.8                     | 4.9                     | 0.0            | Underhill et al. 2007  |
| Ucraina: Ivanovo-Frankov        | 56          | 21.4                     | 1.8                     | 0.0            | Underhill et al. 2007  |
| Ucraina: Hmelnitz               | 176         | 26.2                     | 6.1                     | 0.0            | Underhill et al. 2007  |
| Ucraina: Cherkassy              | 114         | 28.1                     | 4.3                     | 0.0            | Underhill et al. 2007  |
| Ucraina: Belgorod               | 56          | 26.8                     | 5.3                     | 0.0            | Underhill et al. 2007  |

### Gran Bretagna

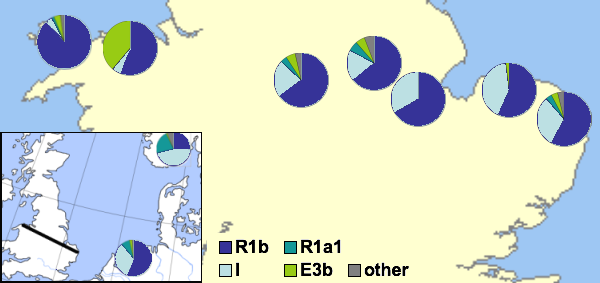
Mappa che mostra la distribuzione dei cromosomi Y in una sezione trasversale dell'Inghilterra e il Galles dal documento " Evidenza del cromosoma Y per la migrazione massiva anglosassone". Gli autori attribuiscono le differenze nelle frequenze di aplogruppo I alla migrazione massiva anglosassone in Inghilterra, ma non nel Galles.

Nel 2002 fu pubblicato un lavoro da parte di Michael E. Weale e colleghi che mostravano evidenze genetiche per le differenze di popolazione tra le popolazioni inglesi e gallesi, tra cui un livello notevolmente superiore di aplogruppo Y-ADN I in Inghilterra che nel Galles. Lo hanno visto come testimonianza convincente dell'invasione massiva anglosassone della Gran Bretagna orientale dalla Germania settentrionale e dalla Danimarca durante il periodo migratorio. Gli autori presumono che le popolazioni con grandi proporzioni di aplogruppo I provenivano dalla Germania settentrionale o dalla Scandinavia meridionale, in particolare dalla Danimarca, e che i loro antenati sarebbero migrati attraverso il Mare del Nord con le migrazioni anglosassoni e i vichinghi danesi. L'affermazione principale dei ricercatori era:
Che sarebbe stato necessario un evento di immigrazione anglosassone che interessasse al 50-100% del corredo genetico maschile dell'Inghilterra centrale in quel momento. Ricordiamo tuttavia che i nostri dati non ci permettono di distinguere un evento che semplicemente aggiunse al corredo maschile indigena inglese centrale indiana da quello in cui i maschi indigeni sono stati sfollati altrove o uno dove i maschi indigeni furono ridotti in numero ... Questo studio dimostra che il confine gallese fu più una barriera genetica al flusso genetico anglosassone del cromosoma Y che il Mare del Nord ... Questi risultati indicano che un confine politico può essere più importante di quello geofisico nella strutturazione genetica della popolazione.

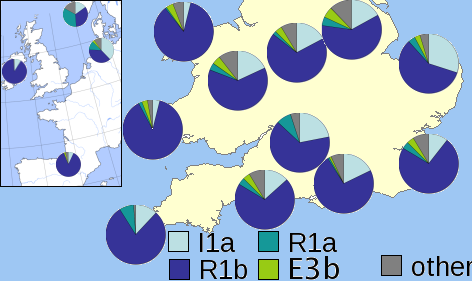
Distribuzione di applogruppi di cromosoma Y da Capelli et al. (2003). Applogruppi I è presente in tutte le popolazioni, con frequenze più alte in oriente e frequenze inferiori in occidente. Sembra che non ci sia un confine discontinuo come osservato da Weale et al. (2002)

Nel 2003 è stato pubblicato un articolo da Christian Capelli e colleghi che sostiene, ma modificate, le conclusioni di Weale e colleghi. Questo documento, che ha campionato la Gran Bretagna e l'Irlanda su una griglia, ha trovato delle differenze minore tra i campioni gallesi e inglesi, con una graduale diminuzione della frequenza dell'aplogruppo I se si muove verso ovest al sud della Gran Bretagna. I risultati hanno suggerito agli autori che gli invasori vichinghi norvegesi avrebbero influenzato fortemente l'area settentrionale delle isole britanniche, ma che i campioni sia inglesi che scozzesi (dall'isola principale) hanno tutti influenza tedesca / danese.

## Membri importanti di I-M253
Alexander Hamilton, attraverso la genealogia e le analisi dei suoi discendenti (assumendo una paternità reale corrispondente alla sua genealogia), è stato messo all'interno dell'aplogruppo I-M253 di Y-ADN.
Birger Jarl, "Duca di Svezia" della Casa dei Goti di Bjalbo, fondatore di Stoccolma, i cui resti sepolti in chiesa sono stati fatti testare nel 2002 e si è scoperto di essere anche I-M253
I Passeggeri del Mayflower William Brewster, Edward Winslow e George Soule per il test del DNA

## Marcatori

Esempio di ADN: il filamento 1 differisce dal filamento 2 in una singola posizione di coppia base (un polimorfismo C >> T).

Successivamente sono riportate le specifiche tecniche noti per le mutazioni SNP e STR dell'aplogruppo I-M253.
Nome: M253
Tipo: SNP
Nome: M30
Tipo: SNP
Nome: P30
Tipo: SNP
Nome: P40
Tipo: SNP 

### Progetti
Banche di dati aplogruppo I
- Haplogroup I1 Project at FTDNA.
- Danish Demes Regional DNA Project at FTDNA.
- Haplogroup I-P109 Project.
- British Isles DNA Project.

Banche di dati generali Y-DNA
Ci sono diversi banche di dati di accesso pubblico che includono I-M253, tra cui:
1. http://www.eupedia.com/europe/european_y-dna_haplogroups.shtml
2. FTDNA or YSEARCH, su semargl.me (archiviato dall'url originale il 7 luglio 2017).
3. Family Tree DNA, su ysearch.org (archiviato dall'url originale il 4 gennaio 2011).
4. https://www.yhrd.org/
5. http://www.yfull.com/tree/I1/